# القرآن الكريم مع التفسير الموضح باللغة الإنجليزية الحديثة
القرآن الكريم مع التفسير المفصل باللغة الإنجليزية الحديثة هو ترجمة إنجليزية لمعاني القرآن الكريم كتبها عالم المسلمين السنة التركي علي أونال. نُشرت لأول مرة في عام 2006.
تتضمن الترجمة تفسيرًا وشرحًا لمعنى الآيات القرآنية بالتزامن مع أسباب النزول (أسباب الوحي أو ظروف الوحي) مع ملاحظات توضيحية موسعة مستعارة من مصادر موثوقة مختلفة حول تفسير القرآن. وكما أشار فتح الله كولن في مقدمة هذا العمل، فإن أونال "يهدف إلى تقديم أي حقيقة وجدها متوافقة مع أساسيات الإسلام ، لمصلحة الجميع".
يركز العمل بشكل خاص على الحقائق العلمية في القرآن الكريم، والأدلة على وجود الله، والغرض من الحياة.
ترجم علي لاراكي في عام 2009 العمل بأكمله إلى اللغة الإسبانية، تحت عنوان El Sagrado Corán y Su Interpretación Comentada (القرآن الكريم وترجمة مشروحة) 

## الاستقبال
وقد أشاد فتح الله كولن بالترجمة وأوصى بها في مقدمته للعمل. في كتاب الإسلام والعلم، كتب وليد بليحش العمري أن أونال بدا "مُلِمًّا تمامًا بعلوم القرآن، الكلاسيكية والحديثة، ومعايير كتابة التفسير". ومع ذلك، فقد اعتقد أن ترجمة أونال احتوت على الكثير من الأقواس التفسيرية. على غلاف الكتاب، أعرب كل من بيرناديت أندريا ، وب. جيل كارول [الإنجليزية]، وروبرت هانت، وسكوت سي ألكسندر عن مدحهم للكتاب.

## طالع أيضًا
- رسائل النور
- القرآن الكريم: ترجمة إنجليزية لمعانيه
- ترجمات القرآن الكريم إلى الإنجليزية [الإنجليزية]
- قائمة ترجمات القرآن الكريم

## روابط خارجية
- الموقع الرسمي
- Translation by Chapter
- El Sagrado Corán y Su Interpretación Comentada (Spanish Edition)
- The Qur'an with Annotated Interpretation in Modern English — on Goodreads.com